# 迪普沃特 (密蘇里州)
迪普沃特（英語：Deepwater）是位於美國密蘇里州亨利縣的城市。

## 人口
根據2020年美國人口普查的數據，迪普沃特的面積為2.22平方千米，當中陸地面積為2.20平方千米，而水域面積為0.02平方千米。當地共有人口355人，而人口密度為每平方千米160人。